# داك تايلز: ريماسترد
داك تايلز: ريماسترد (بالإنجليزية: DuckTales: Remastered)‏، هي لعبة إلكترونية من نوع منصات، أنتجت عام 2013م من قبل شركة كابكوم وفورورد تكنلوجيز، ونشرها شركة كابكوم المرخصة من والت ديزني، وهي إعادة إصدار اللعبة السابقة داك تايلز التي صدرت عام 1989م.

## وصلات خارجية
لم يتم العثور على روابط لمواقع التواصل الاجتماعي.

- داك تايلز: ريمستاريد على موقع IMDb (الإنجليزية)